# Diazona carnosa
Diazona carnosa är en sjöpungsart som beskrevs av Monniot 1996. Diazona carnosa ingår i släktet Diazona och familjen Diazonidae. Inga underarter finns listade i Catalogue of Life.